# Songs from the Laundry Room
Songs From the Laundry Room é o segundo EP da banda norte-americana de rock Foo Fighters, lançado em abril de 2015.
Gravado inteiramente por Dave Grohl e lançado em edição limitada de vinil na Record Store Day 2015, o disco contém duas demos do primeiro álbum da banda, incluindo um cover e uma música previamente não lançada.

## Lançamento
Lançado exclusivamente para a Record Store Day 2015, apenas 4.000 cópias foram disponibilizadas do vinil de 10 polegadas, que inclui duas versões demo de músicas do álbum de estreia da banda, Foo Fighters (1995), um cover de "Kids in America" e uma música inédita, intitulada "Empty Handed".
Em 11 de setembro de 2015, foi anunciado que o Foo Fighters pretendia relançar Songs From the Laundry Room como um lançamento convencional. Mais tarde, no mesmo dia, o EP foi disponibilizado digitalmente.

## Faixas
1. "Alone + Easy Target"
2. "Big Me"
3. "Kids in America"
4. "Empty Handed"

## Desempenho nas paradas
| Parada (2015)                                           | Melhor posição |
| ------------------------------------------------------- | -------------- |
| UK Physical Singles Sales (Official Charts Company)     | 3              |
| UK Vinyl Singles Chart Top 40 (Official Charts Company) | 3              |
| Estados Unidos (Top Hard Rock Albums)                   | 22             |
| Estados Unidos (Top Tastemaker Albums)                  | 21             |